# タイロン・ウッズ
タイロン・ウィリアム・ウッズ（Tyrone William Woods , 1969年8月19日 - ）は、アメリカ合衆国フロリダ州出身の元プロ野球選手（内野手、外野手）。
アメリカ合衆国では1988年から1997年までマイナーリーグでプレーしており、メジャー昇格は果たせなかったが、1998年に韓国プロ野球（現：KBOリーグ）のOBベアーズ（1999年以降は「斗山ベアーズ」）に入団すると、2002年に退団するまでの5シーズンで通算174本塁打、510打点を記録し、1998年には本塁打王・打点王の二冠王、そしてシーズン最優秀選手 (MVP) を獲得した。
2003年 - 2004年はNPBのセントラル・リーグ（セ・リーグ）に所属する横浜ベイスターズで、2005年 - 2008年は同リーグに所属する中日ドラゴンズでそれぞれプレーし、4番打者として活躍した。NPBでは6シーズンで通算240本塁打（年平均40本）を記録したが、いずれのシーズンも35本塁打以上を記録しており、セ・リーグの本塁打王を3回（2003年・2004年・2006年）、打点王を1回（2006年）それぞれ獲得している。またKBO時代と合算すると日韓通算414本塁打を記録したことになる。本塁打・打点の二冠王に輝いた2006年には中日のセ・リーグ優勝に、2007年にも中日の日本一に貢献した。
日韓のプロ野球リーグ (KBO・NPB) の双方で本塁打王・打点王の二冠王に輝いた唯一の選手である。

## 経歴

### プロ入りとマイナー時代
9人兄弟姉妹の第8子としてフロリダ州で生まれ育ったが、幼少期の生活は裕福ではなかった。7歳か8歳のころに野球を始めたが、当時から年長者たちに劣らない体格とパワーを持ち、彼らに交ざってプレーしていたという。
フロリダ州ヘルナンド郡ブルックスビルのヘルナンド高校を卒業。高校時代まではアメリカンフットボールもプレーしており、大学に進学してアメフトを続ける話もあったというが、選手寿命の長さを考えて野球を選んだという。1988年のMLBドラフトでモントリオール・エクスポズからドラフト5巡目（全体128番目）で指名を受け、契約した。同年にルーキーリーグでデビューし、その後は1997年まで、エクスポズやボルチモア・オリオールズ、ボストン・レッドソックスそれぞれの傘下のマイナーリーグ (MiLB) 球団でプレーした。
1993年はエクスポズ傘下のAA級ハリスバーグ・セネターズで106試合に出場、打率.252、16本塁打、59打点を記録した。1994年は初めてAAA級に昇格し、オタワ・リンクスでプレーしたが、後にハリスバーグに降格する。1995年はオリオールズ傘下のAAA級ロチェスター・レッドウイングスでプレーし、開幕戦で四番打者・右翼手として起用された。同年は70試合に出場して打率.261、8本塁打、31打点の成績を残した。
1996年はレッドソックス傘下のAA級トレントン・サンダーで99試合に出場し、打率.312、25本塁打と好成績を残した。25本塁打はアダム・ハイズデュと並ぶ同年のチーム最多の本塁打数であり、トレントン球団史上歴代4位タイでもある。同年秋には古巣であるハリスバーグ・セネターズとのイースタンリーグ南地区プレーオフ第3戦で本塁打を放ったが、トレントンはハリスバーグに1勝3敗で敗退した。
27歳で迎えたマイナー10年目の1997年シーズンは、レッドソックス傘下のAAA級ポータケット・レッドソックスでプレーし、29試合に出場して打率.352、9本塁打を記録した。またメキシカンリーグのミナティトラン・オイラーズでもプレーした。しかし守備面で問題を抱えていたため、一度もメジャー昇格はできず、1997年シーズンまで10年間にわたり10球団を渡り歩いた。エクスポズ時代にはメジャーのキャンプに選ばれ、オープン戦でも活躍したシーズンもあったが、自身ではなくクリフ・フロイドがメジャーに選ばれたという。マイナー時代の通算成績は875試合出場、打率.258、106本塁打、419打点。

### 韓国・OB/斗山時代
ウッズは1998年から2002年の5年間にわたり、大韓民国（韓国）のプロ野球リーグ（現：「KBOリーグ」）の球団である斗山ベアーズ（1998年の球団名は「OBベアーズ」）に在籍し、韓国球界を代表するスター選手として活躍した。韓国時代の通算成績は打率.295、174本塁打、510打点で、中でも通算174本塁打は、2025年7月3日、メル・ロハス・ジュニアが更新するまでKBOリーグの歴代外国人最多本塁打記録であった。またOB/斗山の本拠地球場である蚕室野球場は韓国でも投手有利な野球場の代表格とされており、このような環境下でこれだけの本塁打数を記録したことは高く評価されている。この活躍を受け、ウッズは韓国でプレーしていたころから後の所属球団である横浜ベイスターズや中日ドラゴンズだけでなく、ヤクルトスワローズや千葉ロッテマリーンズといった日本野球機構 (NPB) の複数球団から注目を受けていた。
横浜移籍後の2004年には『東亜日報』でフェリックス・ホセ（ロッテ・ジャイアンツ）とともに「韓国プロ野球史上最強の外国人選手」として紹介されたほか、2016年に同紙がプロ野球ファン1,000人を対象に実施した歴代最高の外国人選手を問うアンケート調査でも、348票を獲得して1位に輝いている。KBOは2022年に発足40周年を記念し、ファン投票で「レジェンド40人」を選出したが、この中で選出された外国人選手はウッズとダスティン・ニッパートの2人である。
韓国時代の登録名はウジュ（우즈）で、背番号は33。ファンから「黒熊」のニックネームで親しまれていた。蚕室野球場で開催されるベアーズのホームゲームの際、右中間の外野席には常に「WOODS HOMERUN」という横断幕が掲げられていた。

#### 渡韓の経緯
韓国プロ野球を主催する韓国野球委員会 (KBO) は、1982年の創設以来禁止していた外国人選手の採用を1998年シーズンより解禁することを決めており、1997年10月から11月にかけて、アメリカ合衆国のマイナーリーグ球団を退団した選手の中から韓国でのプレーを希望する者を募集していた。
KBOは応募者約50人をフロリダ州に集め、各球団のコーチやスカウトの立ち会いの下で入団テストを行い、韓国時間の11月14日、同州セントピーターズバーグにあるヒルトンホテルで外国人選手ドラフト会議を行った。KBO加盟8球団のうち、サンバンウル・レイダースを除く各7球団がドラフト指名を経て外国人選手を各2人獲得したが、ウッズはこのドラフト会議でOBベアーズ（1999年以降は「斗山ベアーズ」）から第2指名を受け、OBに入団することが決まった。OBの関係者が1996年に入手したスカウティングレポートによれば、ウッズはマイナーリーグの有望株トップ100には入っておらず、打撃面は秀でているが守備に難があるという評価をされていた。
初年度となる1998年シーズンの年俸は7万4000ドル、契約金は2万ドルで、30本塁打以上を打てば6000ドルの出来高がつく契約だった。なおウッズは当時、韓国でも成功できなかった場合はプロ野球選手を引退してアメリカ合衆国に帰国し、消防士になろうと考えていたという。また入団交渉の際にはボルチモア在住のウッズの代理人が交渉の場であるフロリダまで来なかったため、後にOB（斗山）でウッズの通訳を担当するOB球団スカウト部長のチョ・ソンイル (조성일) がウッズの個人電話を借り、入団交渉を行ったが、代理人側がより有利な条件を要求して通話が長時間におよんだところ、ウッズは電話料金を気にしてチョに対し電話を早く切るよう要求、代理人に対しても長電話をしないように伝え、OB球団側が提示した条件を受け入れようとしたという。

#### 1998年
1998年4月11日に光州無等総合競技場野球場で開催されたヘテ・タイガース対OBベアーズの開幕戦で、ウッズは2回表にヘテのエース・李大振から左翼方向への1号本塁打を放った。KBOで初打席本塁打を記録した外国人打者は、2022年9月時点でこのウッズを含め5人のみである。しかし当初は外角球と変化球に苦戦し、野球評論家やファンからは二軍降格や解雇を求める声も上がっていた。そのような状況の中でも監督の金寅植はウッズを辛抱強く中軸として起用し、やがてウッズも韓国球界のストライクゾーンに順応し、その強力なパワーで本塁打を量産していった。当時、ウッズが使っていたバットは長さ35インチ、重さ920グラムだった。
5月17日に釜山で開催されたロッテ・ジャイアンツとのダブルヘッダー第1試合で、2点を追っていた3回表に無死満塁で車明珠から左翼方向へ本塁打を打ち、外国人選手として初の満塁本塁打を記録した。同月21日時点では打率.295、8本塁打、21打点と好成績を残し、チームの中心打者となっていると報じられていた。夏場まではサムスン・ライオンズの李承燁に本塁打数で大差をつけられていたが、真夏に入って本塁打を量産し、9月13日には李承燁と並ぶ37号本塁打を記録した。9月16日時点では110試合に出場し、リーグ5位の打率.309（李承燁と同率）、37本塁打、93打点を記録しており、打率・打点はいずれもチームトップだった。また現代ユニコーンズのスコット・クールボー（同日時点で打率ランキング4位の.316、26本塁打、96打点）とともに、当時最も活躍している外国人選手として報じられていた。8月時点でウッズの本塁打数は李承燁の本塁打数を7本下回っていたが、やがてウッズはハイペースで本塁打を量産するようになった一方、李承燁はスランプに陥り、終盤にウッズに本塁打数で追い抜かれて本塁打王のタイトルを逸する結果となった。
最終的には来韓1年目で全126試合に出場、張鍾勲（ピングレ・イーグルス、1992年）が保有していた韓国記録のシーズン41本塁打を更新する歴代最多（当時）の42本塁打を放ち、本塁打王・打点王（103打点）の二冠を獲得した。本塁打数の月ごとの内訳は、4月が4本塁打、5月が6本塁打、6月から8月の3か月が各7本塁打、9月が10本塁打である。10月1日にOBの本拠地である蚕室野球場で開催された現代ユニコーンズ戦では、4回裏に鄭珉台の投じたスライダー（球速130 km/h）を打ち、張鍾勲の記録を塗り替える42号2点本塁打としたが、この本塁打の打球飛距離は同年の公式打球飛距離記録としては最長となる飛距離140 mであった。またこの本塁打で2打点を挙げたことにより、ウッズの打点はそれまでトップだった李承燁を上回る103となった。この本塁打記録は長らく球団史上最多本塁打記録でもあったが、2018年に金宰煥が44本塁打を記録したことで更新されている。なお蚕室野球場で放った本塁打は24本塁打で、これはベアーズの選手として初の20本塁打以上である。また打点記録は1995年に金湘昊が樹立した球団の最多打点記録 (101) を更新するものだったが、これも2018年に金宰煥（133打点）によって更新されている。なお、ベアーズの選手としては初めてシーズン30本塁打とシーズン100打点を同時に達成した打者でもある。
また長打率も.619を記録したが、李承燁が.621を記録したため、リーグ2位に終わった。これはウッズの二塁打が32本にとどまった一方、李承燁はウッズをはるかに上回る38二塁打を記録したためである。
以上の活躍を受け、タイロン・ウッズはプロゴルファーのタイガー・ウッズをもじって「韓国プロ野球界のウッズ」と呼ばれた。また同年はウッズだけでなく、チームメイトの金東柱も24本塁打・89打点、沈正洙も19本塁打・73打点を記録したことから、この3人は「우동수 트리오」（ウドンス・トリオ）や「공포의 삼총사」（恐怖の三銃士）と形容された。同年10月8日には、韓国プロ野球記者協会により外国人選手としては初めてシーズンの最優秀選手 (MVP) に選出された。ベアーズの選手のシーズンMVPは、1982年の朴哲淳、1995年の金湘昊に続き、3人目であった。しかしゴールデングラブ賞の一塁手部門にはウッズではなく、李承燁が選出されており、2022年時点でシーズンMVP受賞選手がゴールデングラブ賞に選出されなかった事例はこのウッズが唯一である。
一方で同年オフには日本のプロ野球 (NPB) 球団からオファーを受けており、実際にNPBのヤクルトスワローズへの金銭トレードが噂されていた。その要因として、当時の韓国は日本以上の深刻な不況にあり、プロ野球の観客動員数が激減していたことに加え、親会社も経営が苦しくなっていた球団が多かったという事情があった。ウッズは斗山に対し、22万ドル以上の年俸をもらえなければオファーを送ってきたNPB球団に移籍する旨をOBに伝え、OBもウッズの要求を呑んだため、年俸22万ドルで翌シーズンの契約を結んだ。また同シーズン終盤には右手親指と人差し指の付け根を痛めており、翌1999年シーズン開幕直前時点でもスローペースの調整が続いていた。
李承燁とは韓国球界時代からライバル関係で、李は後にNPBでも読売ジャイアンツ（巨人）に所属して2006年にウッズとセ・リーグの本塁打王を競い合ったが、後に当時の自分の目標は本塁打王や打点王ではなく、ウッズに勝つことだったと述べている。

#### 1999年・2000年
李承燁は翌1999年8月2日、シーズン99試合目の対ロッテ・ジャイアンツ戦（大邱市民運動場野球場）で、文東煥からウッズの記録を塗り替える43号本塁打を放ち、最終的にはシーズン54本塁打を記録している。ベアーズの球団名が前年までの「OBベアーズ」から「斗山ベアーズ」に改称された同シーズン、ウッズは34本塁打、101打点を記録し、チームメイトの金東柱（22本塁打・84打点）、沈正洙（31本塁打・110打点）とともに計87本塁打を記録した。なお斗山で2年連続30本塁打・100打点を達成した選手はウッズが初であり、2017年9月時点でウッズと金宰煥の2人のみである。同年、チームはレギュラーシーズンを1位で終え、同年のハンファ・イーグルスとのKBOポストシーズン（プレーオフ）に臨んだ。ウッズは蚕室野球場で開催された第1戦で、4回裏に宋津宇から、球団史上初めてとなる外国人選手のポストシーズンでの本塁打を記録し、また6回裏には沈正洙が、7回裏にもウッズがそれぞれ1点本塁打を放ち、球団史上初となるポストシーズン1試合3本塁打を記録したが、チームはこの試合に敗れた。その後、ウッズは蚕室で開催された第2戦でも5回裏に2点本塁打を放ち、大田ハンバッ運動場野球場で開催された第4戦でも2点本塁打を放ったため、単一シリーズ4本塁打を記録したが、チームは4連敗で敗退した。レギュラーシーズンを1位で終えたチームがプレーオフ4戦全敗を喫する形で韓国シリーズ出場を逃したのは、同年の斗山が初めてである。
2000年、ウッズはレギュラーシーズンで打率.315、39本塁打を記録した。同シーズンには通算324試合目で通算100本塁打を達成したが、これは2016年にエリック・テームズに更新されるまで、韓国球界史上最速記録だった。同年のLGツインズとのKBOポストシーズン（プレーオフ）で、斗山は計6本塁打を放ち、LGを撃破した。ウッズは現代との韓国シリーズでも3本塁打を記録したが、3勝4敗で準優勝に終わった。また同年は韓国プロ野球オールスター戦の出場選手に3年目で初めて選出され、ドリームチーム（東軍）の一員として出場。同年7月23日に済州島の済州野球場で開催された本塁打競争では9本塁打を放って優勝した。外国人選手の本塁打競争優勝は、韓国プロ野球オールスター戦史上初だった。なお、同年は金東柱も打率.339、31本塁打、106打点を記録、沈正洙も打率.265、21本塁打、75打点を記録した。また、同年には指名打者 (DH) 部門でゴールデングラブ賞を受賞している。

#### 2001年
2001年の年俸は15万ドル（約1億7700万ウォン）だった。同年、斗山はウッズや金東柱とともに強力クリーンアップを担っていた沈正洙を現代に放出し、トレードで沈哉学を獲得した。このため「ウドンス・トリオ」は解体され、それに反発した斗山ファンの中には球場に観戦に行くことをやめようとする動きもあったが、トレードで加入した沈哉学は開幕後に活躍を遂げ、新たに「우동학 트리오」（ウドンハク・トリオ）と呼ばれる中心打線を形成した。
同年7月17日に蚕室野球場で開催された韓国プロ野球オールスター戦で、ウッズは東軍の3番打者として先発出場すると、1回表に西軍の先発投手・金守経（現代）から先制1点本塁打を打ち、3回、4回、8回にも安打を記録した。結果、東軍は6対2で西軍に勝利した。これにより、KBOの歴代オールスターゲームの試合最多安打タイ記録を樹立、MVPを決める記者投票では計56票のうち53票を獲得、MVPに選出され、賞金1000万ウォンを獲得した。ベアーズの選手としてはオールスターゲームMVP選出は1983年（OBベアーズ時代）の申慶植に次ぐ史上2番目で、斗山としては史上初である。
またレギュラーシーズンでも打率.291、34本塁打、113打点を記録し、自身2度目の打点王を獲得した。打率と本塁打はそれぞれ前年の.315、39本塁打より数字を落としたが、打点はキャリアハイだった。なお、2024年シーズンまでに斗山で複数回打点王を獲得した打者はウッズが唯一である。また1998年から2001年まで4シーズン連続で30本塁打以上を記録したが、これはKBOでプレーした外国人打者としては2022年時点で唯一である。同年は金東柱も故障で103試合の出場にとどまりながらも打率.324、18本塁打、62打点を、沈哉学も打率.344、24本塁打、88打点を記録したため、「ウドンハク・トリオ」は3人で76本塁打、263打点を記録したことになる。
同年のポストシーズンで斗山は、ハンファとの準プレーオフで3本塁打、現代とのプレーオフで7本塁打を記録し、2年連続で韓国シリーズ進出を達成した。

##### 韓国シリーズ
同年の韓国シリーズは、「歴代最強チーム」と呼ばれたサムスンとの対決になったが、ウッズは当時のサムスンの本拠地・大邱市民運動場野球場で開催された第1戦（10月20日）で3番打者として先発出場すると、0対3と負け越した状態で迎えた4回に先頭打者として、相手の先発投手であるバルビーノ・ガルベスから1点本塁打を放つ。その後、同点の3対3で迎えた5回表の打席では金玄旭から逆転適時打を放ったが、チームは後に再逆転を許し、最終的には4対7で敗北した。その後、チームは第2戦（10月22日）を9対5で勝利し、本拠地の蚕室野球場で迎えた第3戦では、3対1とリードしていた3回裏、3番手投手の盧長震から左中間方向へ1点本塁打を放ち、チームは11対9で勝利した。この試合での両チームの合計得点は20点で、韓国シリーズの1試合の最多総得点の新記録だったが、続く第4戦（10月25日）では斗山が18点、サムスンが11点を獲得、早くもこの記録を更新した。この試合でウッズは3番打者・一塁手として先発出場し、1回裏に相手先発のガルベスからこのシリーズで3本目の本塁打となる先制2点本塁打を放つが、2回表に自身の失策からチームのピンチを招き、最終的にはこの回だけで8失点を許してしまう。しかしその回の裏に1点を返し、3対8と5点ビハインドで迎えた3回裏、ウッズは四球を選んで出塁し、後に無死満塁になった末に押し出し四球で生還、結果的にチームはこの回だけで12点を追加して逆転に成功、そのままリードを守って勝利した。10月27日に蚕室野球場で開催された第5戦（サムスンのホームゲームとして開催）でも、ウッズは3回表に1死2・3塁で打席を迎え、先制犠牲フライを放つが、チームはこの回の裏に4点を返され、最終的には4対14で敗戦した。
そして斗山のホームゲームとして蚕室野球場で開催された10月28日の第6戦では、1対2の1点ビハインドで迎えた5回裏の攻撃で、先発投手の盧長震に代わってリリーフで登板した金珍雄から逆転2点本塁打を放ったが、この打球は蚕室野球場における韓国シリーズで唯一の場外本塁打かつ最長距離本塁打（飛距離145 m）として記録されている。またこのシリーズ4本目となる本塁打により、ウッズは韓国シリーズ最多本塁打記録を樹立したが、前年の韓国シリーズでも3本塁打を記録していたため、この2シリーズで通算7本塁打を記録、韓国シリーズにおける個人の通算本塁打数の新記録を樹立した。前者の記録は2014年の韓国シリーズでサムスンのヤマイコ・ナバーロがタイ記録を、後者の記録も2022年にSKワイバーンズの崔廷がそれぞれタイ記録を樹立している。またウッズは1999年から2001年までのポストシーズンで通算13本塁打（準プレーオフで1本塁打、プレーオフで5本塁打、韓国シリーズで7本塁打）を記録しており、この数字は歴代1位だったが、後に李承燁がNPBからKBOに復帰してから通算14本（準ポストシリーズ2本塁打、ポストシーズン6本塁打、韓国シリーズ6本塁打）へ更新したため、2024年時点では歴代2位となっている。その後、チームは7回表に3点を失い、3対5と再逆転を許すが、7回裏に2点を返して再び同点に追いつくと、ウッズは8回裏に無死1・2塁で打席を迎え、三塁ゴロに倒れながらも1死2・3塁のチャンスを作る。そしてその次の打席で、四番打者の沈哉學が勝ち越しの犠牲フライを打ち、チームは6対5と再々逆転に成功、そのまま9回表を無失点で切り抜け、球団史上3回目、そして斗山ベアーズとしては初となる韓国シリーズ優勝を決めた。なお、準プレーオフ・プレーオフを勝ち進んで韓国シリーズを優勝したのは韓国球界史上、1992年のロッテ・ジャイアンツに続いて2球団目である。
このシリーズで、斗山は4勝2敗で6年ぶり通算3度目となるシリーズ優勝を達成、ウッズはこの優勝に貢献したことが評価され、シリーズMVPを獲得した。最終的なシリーズの打撃成績は6試合で打率.391（23打数9安打）、4本塁打、8打点で、敗れたサムスン監督の金應龍は「斗山に負けたのではなくウッズに負けた」と振り返った。シリーズMVPを決める記者投票では全59票が投じられたが、その内訳はウッズが55票、鄭守根が3票、洪性炘が1票（いずれも斗山の選手）という結果だった。ベアーズの選手の韓国シリーズMVP受賞は金裕東（1982年）、金敏浩に続き3人目だった。またこのMVP受賞により、ウッズは韓国球界における初の「トリプルクラウン」（シーズンMVP・オールスターMVP・韓国シリーズMVP）達成者となった。このKBOにおける「トリプルクラウン」達成者は2022年シーズン終了時点で、ウッズと李鍾範の2選手のみである。

##### 幻の中日入団
一方で同年オフには年俸を不満として、斗山球団に対し「来季は韓国でプレーしない」と揺さぶりをかけていた。当時、後の所属球団であるNPBの中日ドラゴンズは、山田久志新監督の下で主砲候補として新外国人の補強を狙っていたが、当時の中日一軍打撃コーチ・佐々木恭介はウッズをレオ・ゴメスに続く主砲候補として高く評価し、同年10月23日からウッズの獲得調査を目的に訪韓、翌24日から開幕した斗山対サムスンの韓国シリーズを観戦していた。また、同じく後にウッズが所属することになる横浜ベイスターズも同年からウッズの獲得を検討していたと報じられている。
中日は同月29日、ウッズの身分照会を行った。しかし当時の中日の補強ポイントは外野手であった一方、当時ウッズは一塁手以外の守備位置に就いておらず、中日の一塁手としてはゴメスや山﨑武司・大豊泰昭が在籍していた。このため山田はウッズについて、打撃面だけならば申し分ないと評価しつつも、本人が承諾すれば同年11月の浜松秋季キャンプで外野手として使えるか守備テストを行うという方針を決めていたが、韓国から中日側に「外野守備は無理」という情報も入っていた。結局、ウッズは日韓協定により、11月いっぱいまで斗山に拘束されることとなったため、最終的に中日はウッズの獲得を断念し、メキシカンリーグに在籍していた外野手のスコット・ブレットを新外国人として獲得、ウッズは斗山に残留することとなった。同年オフ、ウッズは翌2002年シーズンの年俸を15万6000ドル（1億8000ウォン）とする条件で斗山と契約した。

#### 2002年
2002年は、1998年シーズンに韓国球界入りした外国人選手で唯一韓国5年目のシーズンを迎えることとなった。同年は年俸23万1000ドル＋オプション10万ドルの報酬を受け取っていたが、同シーズンは打率.256、25本塁打、82打点と期待外れの成績に終わった。ウッズが斗山で30本塁打および100打点を達成できなかったシーズンは同シーズンが唯一である。前年（2001年）のポストシーズン前、ウッズは斗山球団GMのクァク・ホンギュ（곽홍규）から「優勝すれば5万ドルを与える」という約束を受けており、球団は約束通りの5万ドルから約22％ほどの税金を差し引いた3万ドル台のボーナスを与えたが、この約束は文書を交わさず口頭で行ったものだったことから、ウッズは税引き後5万ドルと解釈していたため、球団が嘘をついていると激怒しており、このトラブルが2002年シーズンの低迷の一因である可能性が指摘されている。一方で同年のオールスター戦の本塁打競争では飛距離130 mの本塁打を記録し、最長距離賞 (최장거리상) を受賞した。
同年オフにはアメリカ帰国後、球団から「年俸は現状維持で再契約する」という提示を出されたが、ウッズは「最高の待遇をしてくれなければ韓国でプレーしない」として、NPB移籍を模索するようになった。韓国のスポーツジャーナリストであるイ・ジェクク (이재국) は、斗山球団のウェブサイトに連載したコラムで、ウッズはシーズン中から自身の代理人に対し、NPB球団への移籍を推進してもらうよう要求していたと述べている。一方で契約交渉の折、斗山側はウッズの「韓国でプレーしない」という発言を「こけおどしに終わるのでは」と受け取っていたが、保留契約選手の締切期限となる11月30日までに再契約の意思を伝えてこない場合、残留交渉を断念して他の外国人選手を探す方針だった。しかし、ウッズが去った斗山は翌2003年にウッズの穴を埋める打者が現れず、シーズン7位に低迷した。
なお同年オフには後述の横浜以外にも、NPBの千葉ロッテマリーンズ（パシフィック・リーグ）が同年限りで退団したフランク・ボーリックの後釜となる長距離打者としてウッズの獲得に向け調査していたが、ロッテは最終的にはウッズの獲得を断念し、四番打者候補として、元横浜のロバート・ローズを獲得した。

### 横浜時代
NPBの横浜ベイスターズ（セントラル・リーグ）は2002年12月9日、スティーブ・コックスおよびウッズとの入団交渉が合意に達したことを発表、翌2003年1月29日にこの2選手とマット・ホワイトサイドの計3選手の入団発表が行われた。同シーズンの横浜はチーム本塁打数がセ・リーグワーストの97本塁打に終わっており、同年オフにはヤクルトを退団したロベルト・ペタジーニの獲得を狙ったが、失敗に終わっていた。横浜は翌2003年シーズンの主砲候補の新外国人としてはコックスを第1候補、ブライアン・ドーバックを第2候補にリストアップしていたが、ドーバックは入団を拒否し、結果的にはコックスとともにウッズが入団した。ウッズの背番号は44で、ユニフォームの背ネームはタイガー・ウッズにあやかってファーストネームのイニシャルを冠したT. WOODS。契約期間は1年で、推定年俸は5000万円。また年俸とは別に契約金・出来高として最大1億5000万円程度のオプションも設定された。横浜から提示された年俸は当時の為替レートで5億ウォンに相当し、2002年の斗山からの年俸1億8000万ウォンを大きく上回るものだった。一方で来日当時コックスは28歳、ウッズは33歳で、同時に入団したコックスの契約内容は移籍金100万ドル・年俸275万ドル（当時の日本円で推定年俸は3億円ないし3億2000万円）と、ウッズよりはるかに高額な契約だった。

#### 2003年
2003年シーズン開幕前は、ウッズと同じ一塁手の座を争うコックスが現役メジャーリーガーだったことに加え、当時の横浜にはウッズ・コックス・ホワイトサイドの新外国人3人のほか、前年から所属していたクリス・ホルト、ドミンゴ・グスマン（ともに投手）も加えると、計5人の外国人選手が在籍していた。球団は当初、4人の外国人枠のうち3人を投手、1人を野手（コックス）に割り振る構想であったため、球団はウッズはコックスの控えという位置付けであり、5人の外国人選手の中で序列は一番下とみられていた。そのため、契約時にも球団からは二軍チームである湘南シーレックス（イースタン・リーグ）で起用する方針を告げられていた。しかし宜野湾市立野球場で行われていた春季キャンプでは、フリー打撃の際に球場のスコアボード（高さ約10 m、本塁から約120 m）を超える推定飛距離165 mの打球を打つなどして、監督の山下大輔や打撃コーチの高木由一から高い評価を得ていた。このようなウッズのパワーを見た山下は、コックスの控えとしての当初の構想から一転、ウッズを外野手として起用することでコックスと併用することも検討していた。一方、当初は四番候補として高い期待を受けていたコックスはキャンプ中の2月7日、走塁練習中に右膝を負傷、全治4週間と診断された。その後、コックスはオープン戦期間中の3月14日に一軍合流を果たすも、開幕一軍は見送られ、同月28日に本拠地・横浜スタジアムで開催された阪神タイガースとの開幕戦ではオープン戦で古木克明と並んでチーム最多の4本塁打を放っていたウッズが四番打者として起用されることが決まった。
開幕当初、ウッズは韓国に比べて変化球の制球力に優れる日本の投手たちに戸惑った。開幕戦では8回裏に金澤健人から1号本塁打を放つなど、2安打、2打点の活躍を見せたが、翌29日の第2戦からは変化球攻めに苦しむようになる。開幕3戦目の30日に開催された対阪神3回戦は4打席連続三振に終わり、続く4月1日に東京ドームで開催された対読売ジャイアンツ（巨人）1回戦では「悪い流れを変えたかったから」との理由から、トレードマークのドレッドヘアを切り、右目に比べ視力の落ちる左目だけ度が入った眼鏡を着用して臨んだが、第1・第2打席とも三振に終わった。4月6日の対中日ドラゴンズ戦（浜松球場）では先発オーダーから外され、同月8日までに21打数1安打と低調な成績に終わっていた。本人は後年、日本に来て一番感じたのは投手のレベルの高さであり、球速・制球力・変化球の種類のいずれもレベルが高く、投手力は韓国より優れていると述べている。
加えて当時、早ければ15日の対中日戦にはそれまでシーレックスで調整していたコックスの一軍復帰が見込まれていたことから、ウッズは9日からの広島東洋カープ・ヤクルトスワローズとの5連戦では六番打者としての起用が見込まれていたものの、そこで結果を残せなかった場合、二軍降格の危機に直面していた。しかし9日の対広島1回戦（横浜スタジアム）では1回裏、長谷川昌幸から24打席ぶりの安打となる2号2点本塁打を打った。同月11日の対ヤクルト戦（横浜スタジアム）では、第3打席で鎌田祐哉から推定飛距離150 mの場外本塁打を放ち、翌12日の対ヤクルト戦でも坂元弥太郎から第1打席で2試合連続となる4号2点本塁打を放った。開幕15試合目の対中日戦では、山本昌から初の1試合2本塁打を放った。
4月29日の対ヤクルト戦から再び四番を打つようになり、5月3日の対中日戦（ナゴヤドーム）では1回表の第1打席で朝倉健太から8号2点本塁打を打ち、4回表の第3打席にも平井正史から9号3点本塁打を放った。5月18日の対ヤクルト戦では、3回表に花田真人から15号満塁本塁打を放った。このような好調に加え、年俸も推定5000万円と安価であったことから、同年5月26日の時点では早くも翌2004年シーズンの残留が内定していた。4月末までの通算成績は24試合、打率.271、7本塁打、13打点だったが、5月は24試合に出場し、打率.303、10本塁打、23打点を記録、6月4日には5月のセ・リーグ月間MVPに選出された。また同日までセ・リーグ最多となる18本塁打を記録していたが、横浜スタジアムで2本、鹿児島・福島でも各1本の場外本塁打を打っており、監督の山下をして「ことしのハマの名物」と言わしめていた。好調の要因としては「球を長く見よう」と意識を改めたことや、高木からの助言を受け、中堅から右翼方向への流し打ちを意識したところ、外角の変化球を引っ掛けることが減ったことが挙げられている。本塁打を含めた安打のうち、中堅から右翼方向への打球の割合は、4月までは61%だった一方、5月は70%に上昇した。
8月24日の対阪神戦（横浜スタジアム）では久保田智之から、自身6本目（うち横浜スタジアムでは4本目）となる推定飛距離150 mの場外本塁打（3点）を放った。同月30日の対中日戦（ナゴヤドーム）では、4回表に2死3塁の場面で岡本真也から30号2点本塁打を放ち、球団では1999年のロバート・ローズ以来となるシーズン30本塁打を達成した。終盤はヤクルトのアレックス・ラミレスと本塁打王争いを繰り広げており、9月28日の対ヤクルト戦（横浜スタジアム）では2回裏に37号1点本塁打を、6回裏には1999年のローズが記録した球団のシーズン最多本塁打記録（37本塁打）を更新し、かつセ・リーグ単独トップに立つ38号1点本塁打を放った一方、ラミレスも2本塁打（36号、37号）を放っていた。10月5日の対中日戦（横浜スタジアム）では第1打席で紀藤真琴から39号、第2打席で遠藤政隆から2打席連続となる40号2点本塁打を放った。一方で9月16日時点で得点圏打率は.252と、規定打席到達者28人中ワースト9位と低迷しており、またリーグワーストタイとなる120三振を記録、守備面でも敗戦に直結するミスが目立っていた。
最終的にはラミレスと同数の40本塁打でセ・リーグ本塁打王のタイトルを獲得した。ベイスターズの選手による本塁打王獲得は、横浜大洋ホエールズ時代の1988年にカルロス・ポンセが獲得して以来だった。またKBO・NPBで本塁打王を獲得した史上初の選手となったが、これを達成したのは2023年シーズン終了時点でウッズただ1人である。一方、チームはリーグ2位かつ球団記録となる192本塁打を記録しながら、打率は.258、リーグワーストの得点もリーグワースト2位の563（他5球団の平均は647.8）に終わり、また投手陣がいずれもリーグワーストとなる防御率4.80、725失点（他5球団の平均は615.4）を記録するなどし、45勝94敗1引き分け（勝率.324）でリーグ最下位に沈んだ。なお同年は一塁手として6失策を記録した一方、右翼手として25試合に出場したが、右翼手としては失策0だった。またヤクルトの石川雅規との対戦では、18打数無安打8三振と抑え込まれていた。
同年11月13日、前年から倍増となる年俸100万ドル（日本円で約1億1000万円）の1年契約で翌2004年シーズンの契約を締結することに合意した。球団は当初、年俸70万ドル（約8400万円）の契約条件を用意していた一方、ウッズは同年の年俸42万ドルから約250%増額となる100万ドルの年俸を要求しており、最終的にはウッズの希望が通る形となった。一方でこの契約更改の際、ウッズは複数年契約を希望した一方、横浜はコックスを始め、石井琢朗・斎藤隆ら2002年オフに複数年契約を結んだ選手が同年に軒並み不調に終わっていたことから、同年の契約更改時からは原則として複数年契約を結ばない方針を取っていた。このことからウッズの翌シーズンの単年契約となり、それがウッズに不信感を抱かせ、翌2004年オフの流出の原因となったという報道もある。また、当初はウッズよりはるかに高い期待を受けて入団したコックスはわずか15試合の出場に終わり、2年契約の途中ながら1年で解雇された。

#### 2004年
来日2年目となる2004年の開幕前、首脳陣はウッズの守備に不安があったことからサインプレーを簡素化しており、逃げ切り態勢の終盤にはベンチに下げることも構想されていた。
同年5月22日の対中日10回戦（横浜スタジアム）では延長12回表、抑えの佐々木主浩が中日のアレックス・オチョアから勝ち越し本塁打を被弾し、5対6（1点ビハインド）で12回裏の攻撃を迎えたが、その攻撃でウッズが再逆転サヨナラ11号2点本塁打を放ち、佐々木のNPB復帰後初勝利に貢献した。この勝利は同シーズンのチームにとって初のサヨナラ勝ちであり、またウッズにとっては来日後初のサヨナラ本塁打でもあった。同月26日の対阪神7回戦（阪神甲子園球場）では6回表に久保田から12号ソロ本塁打を、翌27日の対阪神8回戦で5回表に井川慶から13号2点本塁打を、28日の対巨人8回戦（東京ドーム）では9回表にブライアン・シコースキーから14号2点本塁打を、そして29日の対巨人9回戦で7回表に河原純一から15号ソロ本塁打を放ち、自身初の4試合連続本塁打を記録した。しかし翌30日の対巨人10回戦では無本塁打に終わり、後述の球団タイ記録に並ぶことはできなかった。同年6月16日の対巨人12回戦（横浜スタジアム）では、球審の森健次郎に暴言を吐いたとして来日後初の退場処分を受ける（後述）が、翌日の試合ではそれぞれ19号・20号となる1試合2本塁打を放った。
一方で同シーズンは他球団から徹底的にマークされるようになり、特に7月中旬は他球団からの厳しい攻めに苦しんだ。しかし7月28日の対ヤクルト17回戦（明治神宮野球場）で、杉本友から27号本塁打を打つと、29日の対ヤクルト18回戦（明治神宮野球場）の試合中止を挟んで、30日の対広島戦（広島市民球場）で大竹寛から28号本塁打を放つ。同日時点で、対広島戦では打率.426、8本塁打、29打点と好成績を残しており、本人曰く「このところチャンスに打てなかった」中で4安打、4打点を挙げ、チームの勝利に貢献した。続いて7月31日・8月1日の広島戦（広島市民球場）の中止と2日の移動日を挟んで、8月3日の中日戦（ナゴヤドーム）で川上憲伸から29号、翌4日の対中日戦（ナゴヤドーム）でもマーク・バルデスから30号を打った。そして6日の対ヤクルト18回戦（平塚球場）では、苦手としていた石川から5試合連続となる31号2点本塁打を放ち、1968年の長田幸雄、1977年の田代富雄（当時は横浜打撃コーチ）が保有していた連続試合本塁打球団タイ記録に並んだ。続く7日のヤクルト19回戦（横浜スタジアム）で本塁打が出れば、球団新記録となる6試合連続本塁打となるはずだったが、この試合は無安打に終わり、球団新記録樹立はならず、連続試合安打も7で途切れた。5試合連続本塁打を記録してからは3試合連続で無安打に終わったが、構えた際に体重を爪先に乗せることを意識したことで復調、8月11日の対阪神17回戦（札幌ドーム）では3点リードで迎えた延長10回裏、ロドニー・マイヤーズから同シーズンでは2度目のサヨナラ本塁打となる32号逆転サヨナラ満塁本塁打を放った。同月21日の対中日21回戦（横浜スタジアム）では3回裏、前後を打つ佐伯貴弘、多村仁とともに球団としては1997年8月14日以来7年ぶりとなる3者連続本塁打を記録した。
同年9月3日の対ヤクルト21回戦（横浜スタジアム）で、昨年に自身が樹立したシーズン本塁打球団記録を更新する41号本塁打を放った。最終的には巨人のタフィ・ローズと並んで45本塁打を記録、2年連続のセ・リーグ本塁打王を獲得した。この本塁打数は2008年に村田修一によって更新されるまで球団記録であった。10月1日時点ではセ・リーグの打点ランキングは金本知憲（阪神）が105でトップを走り、2位のウッズが103、3位のグレッグ・ラロッカ（広島）が101という状況だったが、ウッズは同シーズン最後の出場となった5日の広島戦では打点を上げられず、103から打点を上積みすることはできなかった。また同日に右肘関節炎との診断を受けたため、翌6日付で出場選手登録を抹消され、同月8日に右肘骨棘除去手術のため、アメリカ合衆国へ帰国した。この手術は本人曰く「骨と骨が少しぶつかったりして痛かったから、きれいにしただけ」の手術だという。最終的には金本が113打点で打点王のタイトルを獲得した一方、ウッズは金本と10打点差の103で、打点王のタイトルは逃した。同年は一塁手としてのみ出場したが、10失策を記録した。

##### 横浜退団・中日移籍
帰国前、ウッズは来季も横浜でプレーすることを希望すると述べた上で、翌2005年シーズン以降の複数年契約と、年俸を同年の100万ドル（約1億1000万円）から倍増することを求めていた。一方で横浜は同年9月中旬の時点でウッズに残留を要請する方針を決めていたが、前述のように前年オフから原則として複数年契約を認めない方針を取っていたため、残留に向けての交渉は難航した。しかし2年連続で本塁打王を争った実績を高く評価し、同シーズンの倍額に当たる年俸200万ドル（当時のレートで約2億2000万円）を基本線に、2年目（2006年）の契約を違約金を払うことで解除できるバイアウト方式や、年俸の基本額を抑え、出来高を増やした形の2年契約を検討しているとの報道もあった。また契約内容は年俸プラス出来高払いで総額300万ドル（約3億3000万円）の2年契約（バイアウト方式）であり、1年目の成績次第では2年目の年俸を減額できる変額制となっているとする報道もあった。球団専務取締役の山中正竹は「マネーゲーム」に参加するつもりはなく、このような提示条件を変更するつもりはないと述べていた一方、ウッズはあくまでそのような条件付きではない2年契約を求めたため、両者の溝は埋まらなかった。横浜はウッズに契約条件の最終提示を済ませた上で、同月30日までに回答するよう求めていたが、ウッズからは回答はなかったため、横浜との契約条項により、同年11月1日から横浜以外の他球団との契約交渉が可能な状態になった。これを受け、横浜退団は確実と報じられた。
その後は中日ドラゴンズに加え、同年オフにジョージ・アリアスを解雇し一塁のポジションが空いていた阪神タイガースが獲得オファーを出していたが、前年（2003年）オフに横浜から中日へ移籍したドミンゴ・グスマンと代理人が同じであることから、移籍先は中日が本命であると報じられていた。中日の球団オーナーを務めていた白井文吾、および球団社長の西川順之助らは西武ライオンズとの日本シリーズで敗退した直後の同年11月1日までに、ウッズの獲得競争に名乗りを上げた。一方で阪神監督の岡田彰布もウッズに強い関心を示しており、中日と阪神は当初、ウッズにそれぞれ2年契約、総額6億円以上の契約条件を用意していると報じられていた。後に残留交渉を進めていた横浜、そして競合相手とみられていた阪神が相次いで争奪戦から撤退したことにより、中日移籍が確実と報じられる。同年12月1日、西川はウッズとの契約について条件面で合意したことを明かし、翌2日にウッズはNPBコミッショナー事務局から横浜を自由契約になった選手として公示され、同日には中日がウッズの獲得を発表した。契約期間は2006年シーズンまでの2年間で、総額1000万ドル（日本円で約10億2000万円）と、球団史上最高年俸であり、同月4日付で正式に選手契約が締結された。同シーズン、年俸5億円超の外国人選手はいずれも巨人のロベルト・ペタジーニ（7億2000万円）とローズ（5億5000万円）の2選手のみで、ウッズは彼らに次ぐ高年俸選手となった。また無理に本塁打を狙って打撃状態が悪化するような事態を防ぐため、本塁打よりも四球、および打点の出来高払いを高く設定する条件も盛り込まれた。さらに金銭面だけでなく、住居として本人の希望する物件を用意し、家賃などの諸経費を全額負担するという条件や、同年には2月1日から全選手が参加した球団春季キャンプへの途中参加を許可するという異例の条件も盛り込まれていた。
中日移籍の背景には、ウッズ自身が「優勝できるチームでプレーしたい」と考えていたことに加え、中日側もレオ・ゴメスが退団して以降、長距離砲不在が懸案となっていたことから、課題点の長打力を補強することを目標としていたという事情があり、2年連続本塁打王に輝いたウッズはその補強ポイントに合致する存在だった。また、同シーズンに四番打者を担っていた福留孝介への相手バッテリーのマークが分散されることも期待された。同年12月14日、背番号は横浜時代と同じ44と発表された。中日への移籍当初は一塁手としてだけでなく、左翼手として起用する構想もあった。
なお中日時代の2006年には契約交渉などで代理人を務めていたアメリカの法人が「2003年1月に代理人契約で『ウッズが受け取った年俸などの6％を報酬として受け取る。契約を解除した場合はその時点で未払いの報酬金を支払う』とする契約を締結したが、ウッズが翌2004年12月に中日入りした直後に契約を解除され、契約金から報酬を支払われていない」として報酬6000万円（2年契約・年俸10億円のうち6％）の支払いを求めて名古屋地方裁判所へ民事訴訟を提訴しており、中日退団後の2009年（平成21年）3月2日には東京地方裁判所（山崎勉裁判長）が被告・ウッズに対し、原告である代理人へ約1300万円を支払うことを命じる判決を言い渡している。

### 中日時代

#### 2005年
2005年シーズンを迎えるにあたり、チームとしての目標は中日のセ・リーグ優勝と日本一、そして個人目標としては自身の前年の本塁打数を上回る46本塁打を掲げていた。
同年4月2日の横浜戦（ナゴヤドーム）で6回裏に移籍後初本塁打を放った。6月16日のオリックス・バファローズ戦（ナゴヤドーム）では6回裏に15号逆転本塁打を打ち、NPB通算100本塁打を達成。7月は打率.378（リーグ1位）、3本塁打、15打点、28安打（リーグ1位）の成績で、月間MVPを受賞した。8月6日の対横浜戦（横浜スタジアム）では、来日初の1試合3本塁打を放った。最終的に3年連続の本塁打王こそ逃したがチームトップの38本塁打を放ち、2年連続の100打点と初の打率3割も記録。しかし、セ・パ交流戦開始前日の5月5日に開催された対ヤクルト6回戦（ナゴヤドーム）で藤井秀悟の頭部付近への投球に激怒し、右手で顔面を殴って退場処分を受け（後述）、10試合の出場停止という処分を課された（この2人は、後に和解している）。ウッズの不在が出場停止期間に始まった交流戦で大きく響き、チームはウッズの離脱中に2勝8敗と大苦戦を強いられた。ウッズは出場停止期間明けの5月18日に復帰したもののすぐには調子が上がらず、打線もつながりを欠き、同年のチームは交流戦での低迷ぶりを「降竜戦」と揶揄されるほどで、リーグ戦再開後には持ち直したが最終的には阪神に遠く及ばずリーグ連覇を逃すことになった。

#### 2006年
2006年、来日当初から指摘され続けていた勝負弱さを克服。開幕当初は不振も、自己最多の47本塁打を放ち、2年ぶりの本塁打王と初の打点王を獲得し、リーグ優勝に大きく貢献（球団としては、本塁打王は1996年の山崎武司、打点王は1994年の大豊泰昭以来で、両タイトルとも本拠地がナゴヤドームに移転後初）。古巣の横浜相手には特に強く、打率.372、本塁打12本を記録。マジック1で迎えた10月10日の対巨人戦では46号先制3ラン、47号満塁本塁打を放ち7打点を挙げ、西沢道夫の持つシーズン本塁打球団記録（46本）を更新し、優勝を決めた。この野球中継で実況を担当した河村亮が47号満塁本塁打を放った際「痛烈！一閃！」という名実況を残している。なお47号は前日9日に続く2試合連続満塁弾で、これは日本プロ野球史上、前年のベニー・アグバヤニ（ロッテ）に続き史上6人目、セ・リーグでは1953年の藤村富美男（大阪タイガース）以来53年ぶり2人目の快挙だった。144打点も球団新記録でプロ野球史上歴代6位の記録であり、2020年現在最後の140打点達成者となっている。北海道日本ハムファイターズと対戦した日本シリーズでも全試合4番を務め、打率は.267（15打数4安打）と悪くはなかったものの本塁打0、打点は0で、日本一にはなれなかった。同年12月19日には優勝旅行先のアメリカ・ラスベガスで契約更改交渉を行い、1年契約・年俸6億円で合意した。

#### 2007年
2007年8月16日の対阪神タイガース戦（京セラドーム大阪）で、6回表に下柳剛から来日通算200号本塁打を放った。この年よりセ・リーグに導入されたクライマックスシリーズでは、1stステージと2ndステージ初戦で本塁打を放った。日本シリーズでは日本一になった第5戦で、この試合の唯一の得点となる平田良介の犠牲フライでホームを踏み、最後の打者となった小谷野栄一の二塁ゴロでウイニングボールを掴んだ。同年オフには残留することで合意し、2008年1月4日には現状維持の年俸6億円で1年契約を結んだ。
同シーズンは8月22日の対巨人戦で、それまで打率.364、9本塁打、18打点と得意にしていた巨人投手陣から4四球（全21球のうちストライクは4球）を喫したが、本人は敬遠攻めに遭うことは「リスペクトされている証拠だから、気にしていない」と語っていた。

#### 2008年
2008年は開幕前、チーム目標としてはリーグ優勝と日本一を、また個人成績の目標としては打率3割、50本塁打、150打点を掲げていた。また前年に巨人や阪神の投手陣から敬遠攻めに遭い、リーグトップの121四球を記録したことを踏まえ、自分に勝負を挑んで三振を奪った投手は「キング」（王様）と敬意を表す一方、敬遠策を取った投手は「チキン」（臆病者）呼ばわりする旨も語っていた。
同年も4番打者を任されていたが、中日打線がセ・パ交流戦に入ってからチーム打率1割台と低迷していたため、5月29日のオリックス戦（ナゴヤドーム）では4番を和田一浩に譲り3番でスタメン出場。中日移籍後初めて4番を外された。その後6月14日のオリックス戦（京セラドーム大阪）で4番に復帰したが、自身の不振が原因で7月26日の阪神戦（阪神甲子園球場）から前半戦終了まではスタメンから外れた。選手間投票で選出されたオールスターゲームでは、8月1日の第2戦（横浜スタジアム）で成瀬善久から本塁打を放った。
9月4日のヤクルト戦（明治神宮野球場）にて9回表に30号2点本塁打を放ったことで外国人選手初となる6年連続30本塁打以上を記録し、最終的には来日以降6年連続35本塁打以上を記録したものの、攻守に精彩を欠き、35本塁打、77打点と、本塁打・打点はともに来日以降最低の数字に終わった。特に打点に関しては、横浜時代の2004年から前年まで4年連続で継続していた100打点が途切れる結果となった。また同年は得点圏打率.227と勝負弱さが際立ち、チャンスで凡退する場面が何度も見られ、高額な年俸に見合った成績とはいえなかった。39歳と高齢なことに加え、守備面の不安・体力の衰えから中日球団は同年限りの解雇を検討していたが、クライマックスシリーズでは7試合で5本塁打（チームトップ）を放ち活躍した。そのため球団内部で「新外国人選手獲得よりウッズと再契約するほうがいい」という意見が噴出し、落合博満監督も「（ウッズは）戦力として必要かと言われれば必要だろう」との見解を示した。最終的に中日は1年契約で年俸300万ドル（約2億8200万円）をベースに残留交渉する方針を固めたものの、ウッズは「自分にもプライドがある」と減俸を拒否した。結局、2008年11月4日に中日は正式に来季の契約を結ばないことを発表し、同年12月2日付で日本野球機構（NPB）より自由契約選手として公示された。
当時の中日打線にはシーズン30本以上の本塁打を打てる打者がウッズ以外にいない状態だったが、落合監督以下首脳陣はフリーエージェント（FA）選手の獲得・大物新外国人の補強はせず、既存戦力もしくはドミニカ共和国を中心とした将来性のある外国人選手などで「大砲不在」の状況を克服する方針を決めていた。そのウッズの穴埋めとして獲得したのがドミニカ共和国生まれで米国下部リーグ出身のトニ・ブランコで、ブランコは来日1年目の2009年シーズンこそ契約金500万円・年俸3000万円の1年契約だったが、同シーズンに全試合で4番打者を務め39本塁打・110打点で本塁打王・打点王の二冠王を獲得し、ウッズの穴を埋める大活躍を果たしたことで同年オフには2年契約・年俸1億7000万円＋出来高払い（2年総額約4億6000万円）と大幅な年俸アップを勝ち取った。

### 中日退団後
退団が濃厚となった際には「指名打者（DH）制があるパシフィック・リーグ（パ・リーグ）球団が獲得に乗り出すことは確実。福岡ソフトバンクホークス・東北楽天ゴールデンイーグルスなど複数球団による争奪戦も予想される」と報道されたが、高年俸・高齢がネックとなり実際にはオファーはされなかった。当時、『中日スポーツ』の電話取材では「まだ日本でやりたいという気持ちが強い。他球団からのオファーを待つ」と語っている。また2009年5月には阪神タイガースが打撃不振の新外国人ケビン・メンチの代役候補としてウッズの名前を挙げていたが、球団はクレイグ・ブラゼルと契約したため日本復帰は実現しなかった。
2010年プロ野球シーズン開幕前（3月24日）にテレビ番組収録のため来日して退団後初めてナゴヤドームを訪れ、次代の4番であるトニ・ブランコらを激励した。
中日退団後はフロリダで不動産業を営んでおり、正式な表明をしてはいないが野球選手としては完全に引退状態にある。2010年11月には『中日スポーツ』（中日新聞社）の取材に対し「パ・リーグよりよく知っているセ・リーグの方が力になれる」と語り、セ・リーグ球団からのオファーがあれば検討する意志を示したが、オファーはなく現役復帰していない。
2020年には、フロリダ州タンパで牧場経営を行っており、牛を飼育していることが公表された。

## 選手としての特徴
韓国時代から、打撃に起伏がなく大きな短所がない点や、他の選手と異なり大舞台でも緊張せず普段通りの力が出せる点に加え、野球に真摯に打ち込む姿勢が高く評価されていた。
持ち味のパワーは高校時代からのウェイトトレーニングの賜物である。高校時代にはアメリカンフットボールを経験しており、アメフトで鍛えた体が後の日本球界での活躍に繋がった。そのパワーは金本知憲が「横浜時代にライナーでナゴヤドームのレストランに直撃させた」と証言し、広澤克実が「多分横浜に来た選手でバックスクリーンを超える選手は（ウッズ以外に）いなかった」と太鼓判を押すほどであった。また来日時にはパワーだけでなく、アロンゾ・パウエルやセシル・フィルダーといったNPBで成功を収めた外国人打者と同じような柔軟な手首の使い方を横浜から評価されていた。
2003年6月8日の巨人戦では工藤公康からバックスクリーン右のスタンドを飛び越える本塁打を放っている。この時点で2003年シーズン19本中5本目の場外弾となったため、あまりのパワーに球団が事故防止のため横浜スタジアムの場外に警備員を配置することを急遽決定。横浜の新名物として盛り上がった。
一方、守備力はアライバコンビの足枷になるほど低かった。その極端な守備範囲の狭さから荒木雅博を送球イップスに追い込み、ある時井端弘和が投じた頭部付近へのノーバウンド送球をミットに当てることすらできず後ろに逸らし、井端は「あれも俺のエラーになるの?」と嘆いたという。
足はそこまで鈍足ではなかったものの、NPBでは一度も三塁打を打つことがなかった。2940打席連続生涯無三塁打はNPB1位の記録である。

## 人物
斗山でウッズの通訳を担当したチョ・ソンイル (조성일) は、ウッズは食事の際の箸の使い方をすぐに完璧に習得したり、特別打撃練習を熱心に行ったり、韓国語を積極的に学んだりするなど、韓国で成功するために努力を惜しまなかったと評している。殊勲選手に選ばれた当初、ウッズは賞金を仲間たちと分配するという斗山の慣行に従おうとせず、賞金を全額自分のものにしようとしたが、チームの先輩である金泰亨から通訳を通じて諭され、彼の忠告を聞き入れたという逸話がある。また斗山時代にはシットコム番組『順風産婦人科』（SBSテレビ放送）にカメオ出演したことがある。
中日時代に結果を残した背景には落合博満監督の配慮によるストレスフリーな環境があり、試合日以外は完全に自由時間であった上に、遠征先で雨天中止になると自宅への帰宅を落合に許可された。落合は「あいつは放っておいても成績を残すよ。だから、自由にやらせているんだ」と調整に全幅の信頼を寄せ、当時30代半ばを迎えていたウッズも身体のケアやウエートトレーニングに精を出し応えた。
幼少期にはMLB通算536本塁打を記録したレジー・ジャクソンに憧れており、NPB時代に着用した背番号44はジャクソンが所属したニューヨーク・ヤンキースの永久欠番に肖ったものである。
ドレッドロックスが特徴で好物はキムチ・ラーメン・もつ鍋。自身の来日前からNPBで活躍していたアレックス・カブレラやタフィ・ローズとはマイナー時代から夜遊び仲間だったという。
自身より5歳年上のシェリル夫人と、一人の息子（2003年時点で16歳）がいる。2003年時点では息子を1人アメリカに残し、日本で妻と2人で暮らしていた。
私生活では「ヌードル」と名の付いたイングリッシュ・コッカー・スパニエルを飼っていたが、これは前の飼い主が付けた名前をそのまま使っていたものである。
本塁打を打った後、ホームベース付近で右手拳で胸を2回叩き、顔を上に向け右手人差し指に口づけをする。これはホームランを打つ肉体を作ってくれたことに対して神に感謝するという意味を込めているといわれている。
同じアフリカ系アメリカ人のタイガー・ウッズと名前・イニシャルが似ているため、横浜入団直後の2003年2月に宜野湾春季キャンプ・フリー打撃練習で特大本塁打を放った際にはタイガー・ウッズを引き合いに「タイガー・ウッズばりの飛距離」「202メートルのスーパーショット」と報じられたほか、2003年6月10日には『読売新聞』東京夕刊で「（当時19本塁打と）セ・リーグ本塁打王争いのトップを走るタイロンも『飛ばすこと』ではタイガー・ウッズに負けていない」と報じられた。ただし、本人はタイガー・ウッズとの血縁関係を否定している。中日入団決定時に中日スポーツ紙で「タイガー・ウッズ選手が中日入団決定」と、名前を間違えて報じられた。球場のアナウンス・テレビでの呼称ともに単に「ウッズ」ではなく「タイロン・ウッズ」とフルネームで呼ばれることが多かった。
本人が『週刊ベースボール』2003年6月23日号の独占インタビューで語ったところによると、アメリカ球界の場合チームがその選手にどれだけお金を使ったかという政治的な事情が考慮されて試合に出場するメンバーが決まるが、韓国球界や日本球界はチーム内で調子の良い9人をゲームで使う意識が根付いているとのことである。政治的なことを抜きに出場機会が決まる環境は自分にとっていい環境なのではないかと本人は考え、アロンゾ・パウエルからも「ニッポンはいい国だぞ」と予てより聞いていた。
クリーンナップを組んでいた福留孝介とのコンビは「FW」や「FW砲」と中日スポーツで名づけられたことがある。また、和田一浩が移籍してきた2008年は「WW砲」と名づけられた。
食事の好き嫌いは特にないが、辛いものは苦手だという。ただし日本のキムチは韓国のキムチより辛くなく、おいしいと語っていた。また、来日直後は鍋料理を好んでいた。
シーズンオフは筋力増強を目的に2-3時間、シーズン中は筋力維持を目的に約30分のウェートトレーニングを行っていた。ベンチプレスの最高記録は150 kgである。

## 退場歴
2004年6月16日に開催された横浜対巨人12回戦（横浜スタジアム）では2回裏の打席で、審判員の森健次郎に対し、内角球のストライクの判定を不服として暴言を吐いたとして退場処分を受け、この件でセ・リーグから厳重戒告と制裁金5万円の処分を科された。退場処分を受けたのは来日2年目でこれが初のことだった。
2005年5月5日に開催された中日対ヤクルト6回戦（ナゴヤドーム）では、5回裏の打席で顔付近への投球に怒り、更に藤井秀悟から舌を出して挑発をされたと受け取り（藤井は投球時に舌を出す癖がある）、右手で顔面を殴って殴って退場処分になり、出場停止10試合と制裁金50万円処分を受けた。これに関しては、同年4月6日の対ヤクルト戦（神宮）で3番手・五十嵐亮太から左手小指に死球を受け、骨折（亀裂骨折で全治6週間と診断）させられていた中でもチームのために出場を続けていた状況下で、同じように前日の対ヤクルト戦で死球を省みない内角高めのコースを攻め続けられた配球に対して怒りを示しており、その変化の無い危険な配球も伏線に繋がったと考えられる（捕手は五十嵐の時と同じ古田敦也）。出場停止の影響で、その時点で首位を走っていた中日が直後に始まった交流戦で大きく負け越し、リーグ連覇を逃す結果となった。ウッズの抜けた穴は大きく、交流戦で連敗している間スポーツ紙には「ウッズ・ショック」の見出しが躍った。なお、藤井は日本ハムに移籍した2008年3月5日更新の自身のブログにおいて、ウッズとのツーショット写真を掲載して和解している。
2007年5月2日に開催された中日対巨人戦（ナゴヤドーム）では、2回裏の打席で見逃し三振に倒れた際に球審に暴言を吐いたとして退場処分を受けた。チームも試合に敗れ6連敗を喫した。ただ、その翌日の同カードでは同点の9回裏二死一、二塁の場面で右中間にサヨナラ適時打を放ち、チームの連敗を止める活躍を見せた。

## 詳細情報

### 年度別打撃成績
| 年 度    | 球 団    | 試 合 | 打 席 | 打 数 | 得 点 | 安 打 | 二 塁 打 | 三 塁 打 | 本 塁 打 | 塁 打 | 打 点 | 盗 塁 | 盗 塁 死 | 犠 打 | 犠 飛 | 四 球 | 敬 遠 | 死 球 | 三 振 | 併 殺 打 | 打 率 | 出 塁 率 | 長 打 率 | O P S |
| -------- | -------- | ----- | ----- | ----- | ----- | ----- | -------- | -------- | -------- | ----- | ----- | ----- | -------- | ----- | ----- | ----- | ----- | ----- | ----- | -------- | ----- | -------- | -------- | ----- |
| 1998     | OB 斗山  | 126   | 521   | 452   | 77    | 138   | 14       | 1        | 42       | 280   | 103   | 1     | 2        | 0     | 2     | 65    | 5     | 2     | 115   | 13       | .305  | .393     | .619     | 1.013 |
| 1999     | OB 斗山  | 124   | 544   | 454   | 90    | 135   | 20       | 0        | 34       | 257   | 101   | 5     | 2        | 0     | 3     | 83    | 8     | 4     | 126   | 14       | .297  | .406     | .566     | .972  |
| 2000     | OB 斗山  | 127   | 565   | 479   | 91    | 151   | 22       | 0        | 39       | 290   | 111   | 4     | 1        | 0     | 3     | 77    | 5     | 6     | 132   | 13       | .315  | .414     | .605     | 1.020 |
| 2001     | OB 斗山  | 118   | 525   | 436   | 101   | 127   | 16       | 2        | 34       | 249   | 113   | 12    | 3        | 0     | 5     | 83    | 4     | 1     | 114   | 11       | .291  | .402     | .571     | .973  |
| 2002     | OB 斗山  | 119   | 469   | 407   | 53    | 104   | 18       | 3        | 25       | 203   | 82    | 5     | 2        | 0     | 7     | 50    | 3     | 5     | 123   | 11       | .256  | .339     | .499     | .838  |
| 2003     | 横浜     | 136   | 551   | 479   | 73    | 131   | 17       | 0        | 40       | 268   | 87    | 2     | 3        | 0     | 4     | 66    | 2     | 2     | 132   | 14       | .273  | .361     | .559     | .921  |
| 2004     | 横浜     | 130   | 551   | 476   | 84    | 142   | 15       | 0        | 45       | 292   | 103   | 2     | 1        | 0     | 0     | 74    | 8     | 1     | 142   | 16       | .298  | .394     | .613     | 1.007 |
| 2005     | 中日     | 135   | 584   | 506   | 92    | 155   | 20       | 0        | 38       | 289   | 103   | 3     | 0        | 0     | 4     | 67    | 3     | 7     | 139   | 24       | .306  | .392     | .571     | .963  |
| 2006     | 中日     | 144   | 614   | 523   | 85    | 162   | 29       | 0        | 47       | 332   | 144   | 1     | 2        | 0     | 6     | 84    | 4     | 1     | 151   | 22       | .310  | .402     | .635     | 1.037 |
| 2007     | 中日     | 139   | 593   | 466   | 85    | 126   | 16       | 0        | 35       | 247   | 102   | 3     | 1        | 0     | 5     | 121   | 19    | 1     | 153   | 15       | .270  | .418     | .530     | .948  |
| 2008     | 中日     | 140   | 573   | 490   | 77    | 135   | 18       | 0        | 35       | 258   | 77    | 0     | 1        | 0     | 2     | 78    | 3     | 3     | 138   | 18       | .276  | .377     | .527     | .904  |
| KBO：5年 | KBO：5年 | 614   | 2624  | 2228  | 412   | 655   | 90       | 6        | 174      | 1279  | 510   | 27    | 10       | 0     | 20    | 358   | 25    | 18    | 610   | 62       | .294  | .393     | .574     | .967  |
| NPB：6年 | NPB：6年 | 824   | 3466  | 2940  | 496   | 851   | 115      | 0        | 240      | 1686  | 616   | 11    | 8        | 0     | 21    | 490   | 39    | 15    | 855   | 109      | .289  | .391     | .573     | .964  |

- 各年度の太字はリーグ最高
- OB（OBベアーズ）は、1999年に斗山（斗山ベアーズ）に球団名を変更

### タイトル
NPB
- 本塁打王：3回（2003年、2004年、2006年）
- 打点王：1回（2006年）

KBO
- 本塁打王：1回（1998年）
- 打点王：2回（1998年、2001年）

### 表彰
NPB
- ベストナイン：3回（2004年、2006年、2007年）
- 月間MVP：4回（2003年5月、2005年7月[209]、2006年9月、2007年5月）
- 優秀JCB・MEP賞：1回（2007年）

KBO
- 最優秀選手：1回（1998年）
- ゴールデングラブ賞：1回（2000年）
- 韓国シリーズMVP：1回（2001年）
- KBOオールスターゲームMVP：1回（2001年）

その他
- ドラゴンズクラウン賞：優秀選手賞2回（2006年[269]、2007年[270]）

### 記録
NPB初記録
- 初出場・初先発出場：2003年3月28日、対阪神タイガース1回戦（横浜スタジアム）、4番・一塁手で先発出場
- 初打席：同上、2回裏に井川慶から四球
- 初安打・初打点：同上、3回裏に井川慶から左前適時打
- 初本塁打：同上、8回裏に金澤健人から左越ソロ
- 初盗塁：2003年4月2日、対読売ジャイアンツ2回戦（東京ドーム）、6回表に二盗（投手：高橋尚成、捕手：阿部慎之助）

NPB節目の記録
- 100本塁打：2005年6月16日、対オリックス・バファローズ6回戦（ナゴヤドーム）、6回裏に加藤大輔から中越逆転3点本塁打[208][271] ※史上240人目
- 150本塁打：2006年8月3日、対横浜ベイスターズ10回戦（横浜スタジアム）、9回表に加藤武治から左越2ラン ※史上144人目
- 200本塁打：2007年8月16日、対阪神タイガース16回戦（京セラドーム大阪）、6回表に下柳剛から中越2ラン[223][224][272] ※史上88人目

NPBその他の記録
- 3年連続最多四球：2006 - 2008年　※王貞治、落合博満に次ぐセ・リーグ歴代3位タイ
- オールスターゲーム出場：3回（2003年、2007年、2008年）
- 全球団から本塁打：2008年6月6日、対北海道日本ハムファイターズ3回戦（ナゴヤドーム）、1回裏に多田野数人から左中間へ先制ソロ ※史上13人目

### 背番号
- 33（1998年 - 2002年）
- 44（2003年 - 2008年）